# Волчья Гора (Гомельская область)
Волчья Гора (бел. Воўчая Гара) — деревня в Жмуровском сельсовете Речицкого района Гомельской области Белоруссии.

## География

### Расположение
В 9 км на юг от районного центра и железнодорожной станции Речица (на линии Гомель — Калинковичи), 59 км от Гомеля.

## Транспортная сеть
Рядом автодорога Калинковичи — Гомель, На севере мелиоративный канал. Планировка состоит из прямолинейной улицы с переулком, ориентированной с юго-запада на северо-восток, к которой на севере присоединяется короткая прямолинейная улица. Застройка двусторонняя, деревянная, усадебного типа.

## История
По письменным источникам известна с XIX века как селение в Ровенскослободской волости Речицкого уезда Минской губернии. В 1879 году обозначена в Ровенскослободском церковном приходе. 8 мая 1920 года недалеко от деревни вели тяжёлый 4-часовой бой против поляков бойцы 57-й дивизии и Речицкого пролетарского батальона. Большинство бойцов батальона погибли (похоронены в братской могиле на кладбище). В 1931 году организован колхоз. 27 жителей погибли на фронтах Великой Отечественной войны. Согласно переписи 1959 года центр подсобного хозяйства «Демехи» Речицкого сельхозтехникума". Работала начальная школа.

## Население

### Численность
- 2004 год — 71 хозяйство, 134 жителя.

### Динамика
- 1897 год — 33 двора, 160 жителей (согласно переписи).
- 1908 год — 42 двора, 171 житель.
- 1930 год — 60 дворов.
- 1959 год — 310 жителей (согласно переписи).
- 2004 год — 71 хозяйство, 134 жителя.